# Smaragdhuhn

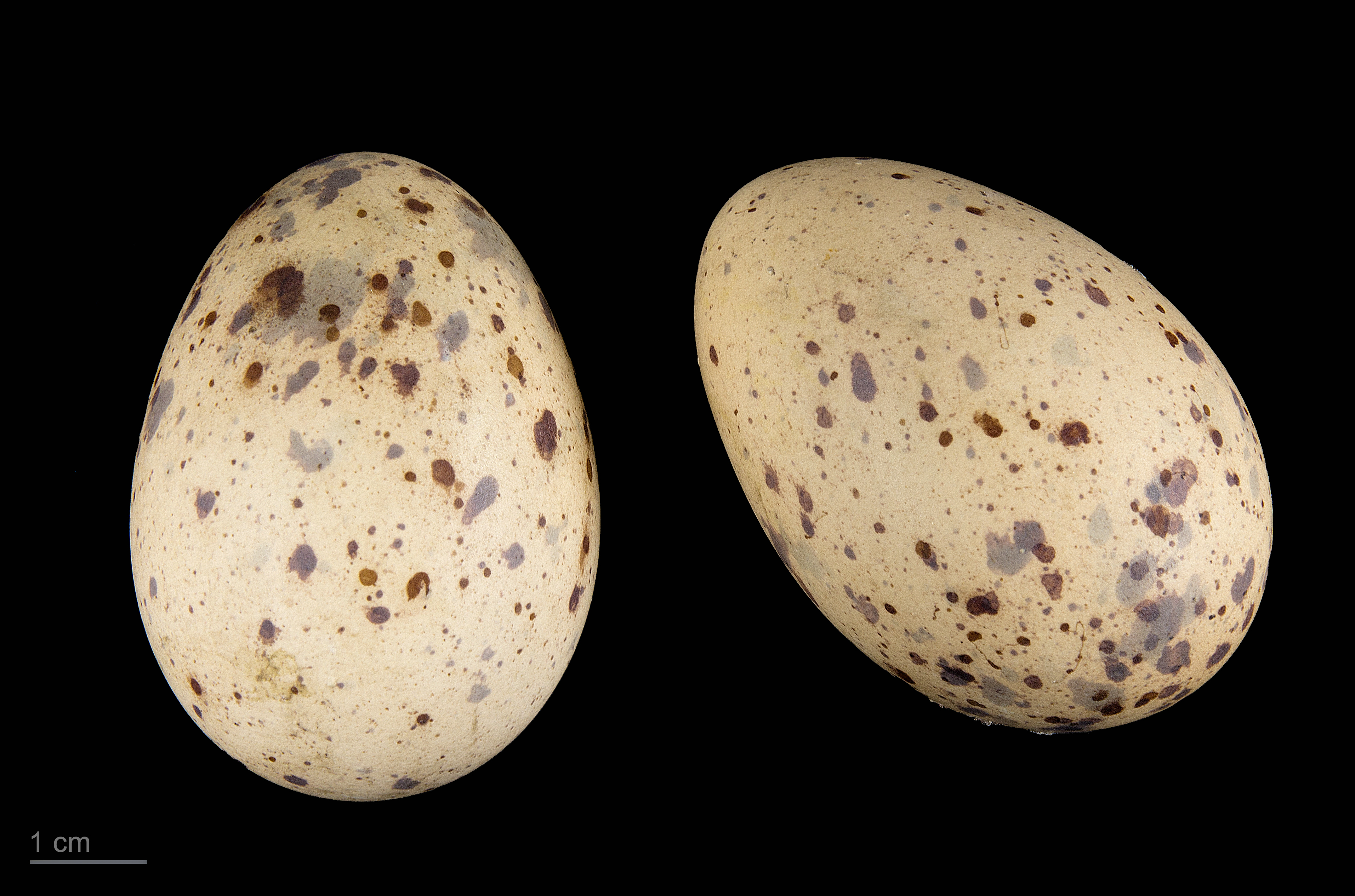
Porphyrio madagascariensis – MHNT

Das Smaragdhuhn (Porphyrio madagascariensis, Synonym: Porphyrio porphyrio madagascariensis) ist eine Vogelart aus der Familie der Rallenvögel.
Der Vogel kommt im Nildelta, im Subsahara-Afrika und auf Madagaskar vor. In Gambia kommt er in der Trockenzeit vor, brütet dort aber nicht.
Die Art wurde früher als Unterart des Purpurhuhns (Porphyrio porphyrio) angesehen, so noch BirdLife International.
Der Lebensraum umfasst eine Vielzahl an Feuchtgebieten, auch Nilinseln, Seen in Städten bis 2500 m Höhe.
Der Artzusatz bezieht sich auf Madagaskar.

## Merkmale
Der Vogel ist 38 bis 46 cm groß, das Männchen wiegt zwischen 528 und 687, das Weibchen zwischen 480 und 737 g. Es ist eine sehr große Ralle mit kräftigem, dreieckigem roten Schnabel, rotem Hornschild an der Stirn, dunkel rosafarbenen Beinen und langen, schlanken Zehen. Die Geschlechter unterscheiden sich nicht. Die Art unterscheidet sich vom Purpurhuhn durch bronze-grüne oder grün-blaue Färbung auf dem Rücken und den Schulterfedern.
Die Art ist monotypisch.

## Stimme
Der Ruf wird als laute, schnelle Folge nasaler Laute beschrieben, in der Mitte am lautesten und gegen Ende hin schneller werdend.

## Lebensweise
Der Vogel ist Allesfresser und ernährt sich hauptsächlich von Sprossen, Blüten, Blättern, Knollen und Samen von Wasser- und Sumpfpflanzen, aber auch manchmal Wirbellose, Weichtiere, Insekten und deren Larven, Fischlaich, Froschlurche und kleine Vögel, die meist im Verborgenen entlang von Küsten, Flachwasser und schwimmender Vegetation gesucht werden. Die Nahrungsaufnahme erfolgt meist am frühen Morgen und späten Abend, manchmal auch nachts.
Die Brutzeit liegt in der Regenzeit, in Madagaskar im Januar. Der Vogel lebt monogam. Das Nest wird von beiden Elternvögeln in dichter Vegetation gebaut, das Gelege besteht aus 2 bis 6 Eiern, die im Tagesrhythmus nacheinander gelegt werden und über 23 bis 25 Tage von beiden ausgebrütet werden.

## Gefährdungssituation
Zur Bestandsentwicklung liegen nur wenige Informationen vor.
Die Rote Liste gefährdeter Arten folgt derzeit der Abspaltung als eigene Art nicht.